# 来那替尼
来那替尼（INN，商品名为Nerlynx）是一种酪氨酸激酶抑制剂抗癌药物，用于治疗乳腺癌。
最常见的副作用是腹泻，几乎影响所有患者。其他常见的副作用包括恶心、呕吐、疲倦、腹痛、皮疹、食欲下降、口腔炎和肌肉痉挛。

## 医疗用途
在欧盟和美国，来那替尼适用于早期激素受体阳性 HER2 过度表达/扩增的乳腺癌成人患者的延长辅助治疗，这些患者距离先前的基于曲妥珠单抗的辅助治疗不到一年。在美国，它还与卡培他滨联合用于治疗在转移性环境中接受过两种或两种以上基于抗 HER2 的方案的晚期或转移性 HER2 阳性乳腺癌成人患者。

## 禁忌症
孕妇不宜服用，服用期间不宜怀孕，哺乳期女性不宜服用，对胎儿和婴儿有害。

## 不良反应
来那替尼可导致一些人出现危及生命的腹泻，几乎所有人都出现轻度至中度腹泻； 服用它的人也有脱水和电解质失衡等腹泻并发症的风险。同样，存在严重肝损伤的风险，许多患者有一定程度的肝损伤； 肝损伤的症状包括疲劳、恶心、呕吐、右上腹疼痛或压痛、发热、皮疹和嗜酸性粒细胞增多。
除上述情况外，超过10%的服用者会出现恶心、腹痛、呕吐、嘴唇溃疡、胃部不适、食欲下降、皮疹和肌肉痉挛等症状。

## 相互作用
服用来那替尼的人不应同时服用胃酸减少剂，包括质子泵抑制剂和H2受体拮抗剂；抗酸剂可在服用前三小时或服用后服用。
抑制CYP3A4的药物会增加来那替尼的活性并可能使不良反应恶化，而诱导CYP3A4的药物会使来那替尼活性降低并降低其疗效。Neratinib 还抑制p-糖蛋白，并有效提高依赖它消除的地高辛等药物的剂量。

## 药理
与拉帕替尼和阿法替尼一样，它是人表皮生长因子受体2和表皮生长因子受体激酶的双重抑制剂。它通过与这些蛋白质中的半胱氨酸侧链共价结合来抑制它们。与相关的非共价抑制剂不同，来那替尼对 EGFR 的T790M耐药变体有效。

## 细胞生物学
发现 Neratinib 可强烈减少细胞外囊泡释放的 HER2 量并增强网格蛋白介导的内吞作用的能力。 然而，尽管 HER2 介导的信号下调，Neratinib 在 SKBR3 细胞中的 IC50 为 6nM 时仅对 HER2 运输产生适度的影响。

## 化学
来那替尼是一种4-苯胺基-3-氰基喹啉衍生物。

## 历史
来那替尼由惠氏发现并最初开发；辉瑞在乳腺癌方面继续开发至 III 期，并于 2011 年将其授权给Puma Biotechnology。
2017年7月在美国获批医疗用途，用于成人早期HER2过表达/扩增乳腺癌的延长辅助治疗（在基于曲妥珠单抗的辅助治疗后）。批准基于 ExteNET 试验 (NCT00878709)，这是一项多中心、随机、双盲、安慰剂对照试验，用于辅助曲妥珠单抗治疗后的来那替尼。
来那替尼于2018年8月在欧盟获批用于医疗用途。